# Fiducia parlamentare
La fiducia parlamentare è un atto - espresso sotto forma di votazione, da cui la locuzione colloquiale voto di fiducia - con il quale, in una repubblica parlamentare o monarchia parlamentare, il parlamento consente l'entrata in carica di un governo, o ne controlla l'operato.

## Tipologia
I modi in cui il Parlamento può accordare o revocare la fiducia è funzione della forma di governo e del tipo di parlamentarismo adottato in un determinato Stato. Ad esempio, secondo lo Statuto Albertino e in vari ordinamenti europei è sufficiente che il Parlamento non manifesti espressamente la sfiducia: si tratta della cosiddetta fiducia negativa.
Nell'ipotesi più ampia (quella italiana dopo il 1948), esistono tre contesti in seguito ai quali il Parlamento è tenuto ad esprimersi positivamente circa la fiducia da accordare, eventualmente, al potere esecutivo:
- In seguito alla nomina ricevuta dal Capo dello Stato, il nuovo primo ministro è tenuto a chiedere alla Camera direttamente elettiva la fiducia: se non consegue la maggioranza, il Governo decade.
- In qualsiasi momento della legislatura, il Governo può legare la sua sopravvivenza all'approvazione di una questione di fiducia.
- In qualsiasi momento della legislatura, un quorum [2] dei componenti del Parlamento può presentare una mozione di sfiducia, che, se approvata, comporta la crisi di governo.

## Negli ordinamenti parlamentari

### La Repubblica italiana
Il Governo deve avere la fiducia delle due Camere.
[...]
La mozione di sfiducia deve essere firmata da almeno un decimo dei componenti della Camera e non può essere messa in discussione prima di tre giorni dalla sua presentazione.»
(Costituzione in vigore)
Nell'ordinamento italiano, la cui forma di governo è definita "parlamentare a debole razionalizzazione", l'esistenza di un determinato governo è strettamente vincolata all'ottenimento della fiducia da parte del Parlamento della Repubblica, unico organo titolare del potere legislativo e legittimato dal mandato popolare, espresso attraverso libere elezioni.
In seguito alla nomina ricevuta dal Presidente della Repubblica, il nuovo Presidente del Consiglio dei ministri della Repubblica Italiana è tenuto a chiedere a ciascuna delle due camere (Camera dei Deputati e Senato della Repubblica) la fiducia: all'approvazione della mozione di fiducia è legato lo stesso ingresso del Governo nei suoi pieni poteri.
Il meccanismo del voto di fiducia è sancito dall'art. 94 della Costituzione. Entro dieci giorni dalla sua formazione, il Governo deve presentarsi alle Camere per il voto di fiducia, che viene espresso tramite mozione motivata e votata per appello nominale. Queste ultime due disposizioni hanno un preciso scopo: quello di creare una stabile maggioranza politica. L'obbligo di motivare la mozione fa sì che i vari gruppi si impegnino, se favorevoli, a sostenere il Governo in modo stabile. La votazione a scrutinio palese serve a far sì che i vari parlamentari si assumano la responsabilità politica personale di sostenere il Governo.
Diversa è invece la mozione di sfiducia, che deve essere firmata da almeno un decimo dei componenti della Camera sfiduciante. In tali casi, la fiducia è ritenuta accordata se votata dalla maggioranza semplice dei presenti.
L'esito negativo del voto di fiducia, o l'approvazione di una mozione di sfiducia, revoca il rapporto fiduciario che lega Governo e Parlamento e costringe il Governo a presentare le dimissioni, aprendo così una crisi di Governo parlamentare. Generalmente però le crisi di governo non vengono causate da una mancata fiducia quanto dalla rottura degli accordi tra partiti costituenti la maggioranza e il Governo.
Quando poi il Governo italiano richiede l'approvazione di una questione di fiducia, da essa consegue la decadenza di tutti gli emendamenti al testo cui è riferita. Al contrario, il voto contrario di una o d'entrambe le Camere su una proposta del Governo, in sé, non comporta obbligo di dimissioni.